# Arcidiecéze Cartagena
Arcidiecéze Cartagena (lat. Archidioecesis Carthaginensis in Columbia) je římskokatolická metropolitní arcidiecéze v Kolumbii se sídlem v Cartageně a zahrnuje část teritoria kolumbijského departementu Bolívar. Arcibiskupským sídelním kostelem je kostel sv. Kateřiny Alexandrijské v Cartageně. Arcidiecéze je centrem cartagenské církevní provincie, kterou dále tvoří diecéze Magangué, Montelíbano, Montería, Sincelejo.

## Stručná historie
Roku 1534 byla zřízena Diecéze Cartagena in Indias. Roku 1900 byla povýšena na metropolitní arcidiecézi. 